# Mittlere Guslarspitze
Mittlere Guslarspitze är en bergstopp i Österrike.   Den ligger i distriktet Imst och förbundslandet Tyrolen, i den västra delen av landet, 400 km väster om huvudstaden Wien. Toppen på Mittlere Guslarspitze är 3 128 meter över havet.
Terrängen runt Mittlere Guslarspitze är bergig. Runt Mittlere Guslarspitze är det mycket glesbefolkat, med 6 invånare per kvadratkilometer.. Närmaste större samhälle är Zwieselstein, 19,8 km nordost om Mittlere Guslarspitze. 
Trakten runt Mittlere Guslarspitze består i huvudsak av gräsmarker.